# Уитбек, Харрис
Харрис Ли Уитбек Кейн (англ. Harris Lee Whitbeck Cain; род. 25 мая 1965, Гватемала) — гватемальский журналист, писатель и телеведущий, в настоящее время работающий директором Гватемальского института туризма (INGUAT) при администрации Бернардо Аревало. До того как стать директором INGUAT, Уитбек работал корреспондентом и руководителем латиноамериканского бюро CNN.

## Карьера

### Журналистика
Харрис был корреспондентом CNN International. Освещал ключевые события в Латинской Америке и во всем мире для CNN Worldwide, включая CNN International, CNN en Español и CNN/U.S.
С момента прихода на CNN в 1991 году Уитбек освещал события во всем мире, в том числе войну в Ираке и ее последствия, войну под руководством США против Талибана в Афганистане, государственный переворот на Гаити в 2004 году, восстание в Чьяпасе, несколько визитов Папы Римского в Латинскую Америку и кризис с заложниками в японском посольстве в Лиме. Он также освещал террористическую атаку 11 сентября на Пентагон в Вашингтоне. Много писал из Турции и Иордании до войны в Ираке. Сообщал он и о послевоенных событиях в Ираке, где он был частью команды репортеров, которые первыми сообщили о смерти сыновей Саддама Хусейна.
В Латинской Америке Уитбек освещал важные политические, экономические и социальные события, а также многочисленные разрушения, вызванные стихийными бедствиями. Среди них Уитбек освещал наводнения в Венесуэле и разрушения, нанесенные ураганом Митч. Что касается политической стороны, Уитбек сообщал о президентских выборах в Мексике, Перу и Аргентине, процессе экстрадиции Аугусто Пиночета, смерти Октавио Паса и поездке Билла Клинтона в Латинскую Америку в мае 1997 года.
Уитбек получил различные журналистские награды, в том числе Национальную премию хедлайнера за освещение убийств в Сьюдад-Хуаресе в 1999 году и две другие за специальный репортаж о присутствии ближневосточных террористических организаций Южной Америке. в 2001 году. Он выиграл премию Global Media от Института народонаселения и премию Environmentalist Media от Ассоциации экологических СМИ. Он также получил особое признание «Эмми» за свои журналистские достижения. Кроме того, Деловой совет Гватемалы выбрал Уитбека одним из 12 лидеров в категории «Международная журналистика» в 2001 году.

### Телевидение
Уитбек был ведущим первых трёх сезонов латиноамериканской версии реалити-шоу The Amazing Race. Первые два сезона транслировались на канале Discovery в Латинской Америке. Третий сезон вышел в эфир 25 сентября 2011 года на канале Space.

### Проекты
Уитбек возглавил проект под названием «Pintando Santa Catarina Palopó» в Санта-Катарина-Палопо, расположенном на озере Атитлан. Проект привлек международное внимание благодаря тому, что способствовал развитию и созданию новых рабочих мест для местного населения.

## Образование
Уитбек имеет степень бакалавра международных исследований Вашингтонского колледжа в Честертауне, штат Мэриленд, и степень магистра журналистики Колумбийского университета в Нью-Йорке. Свободно говорит на английском, французском и испанском языках.

## Личная жизнь
Уитбек — сын Харриса Уитбека-старшего, известного гватемальского бизнесмена.